# Ophiocordyceps forquignonii
Ophiocordyceps forquignonii är en svampart som först beskrevs av Lucien Quélet, och fick sitt nu gällande namn av G.H. Sung, J.M. Sung, Hywel-Jones & Spatafora 2007. Ophiocordyceps forquignonii ingår i släktet Ophiocordyceps och familjen Ophiocordycipitaceae.   Inga underarter finns listade i Catalogue of Life.